# Aleuron smerinthoides
Aleuron smerinthoides är en fjärilsart som beskrevs av Felder 1874. Aleuron smerinthoides ingår i släktet Aleuron och familjen svärmare. Inga underarter finns listade i Catalogue of Life.